# Frontière entre la Roumanie et la Serbie

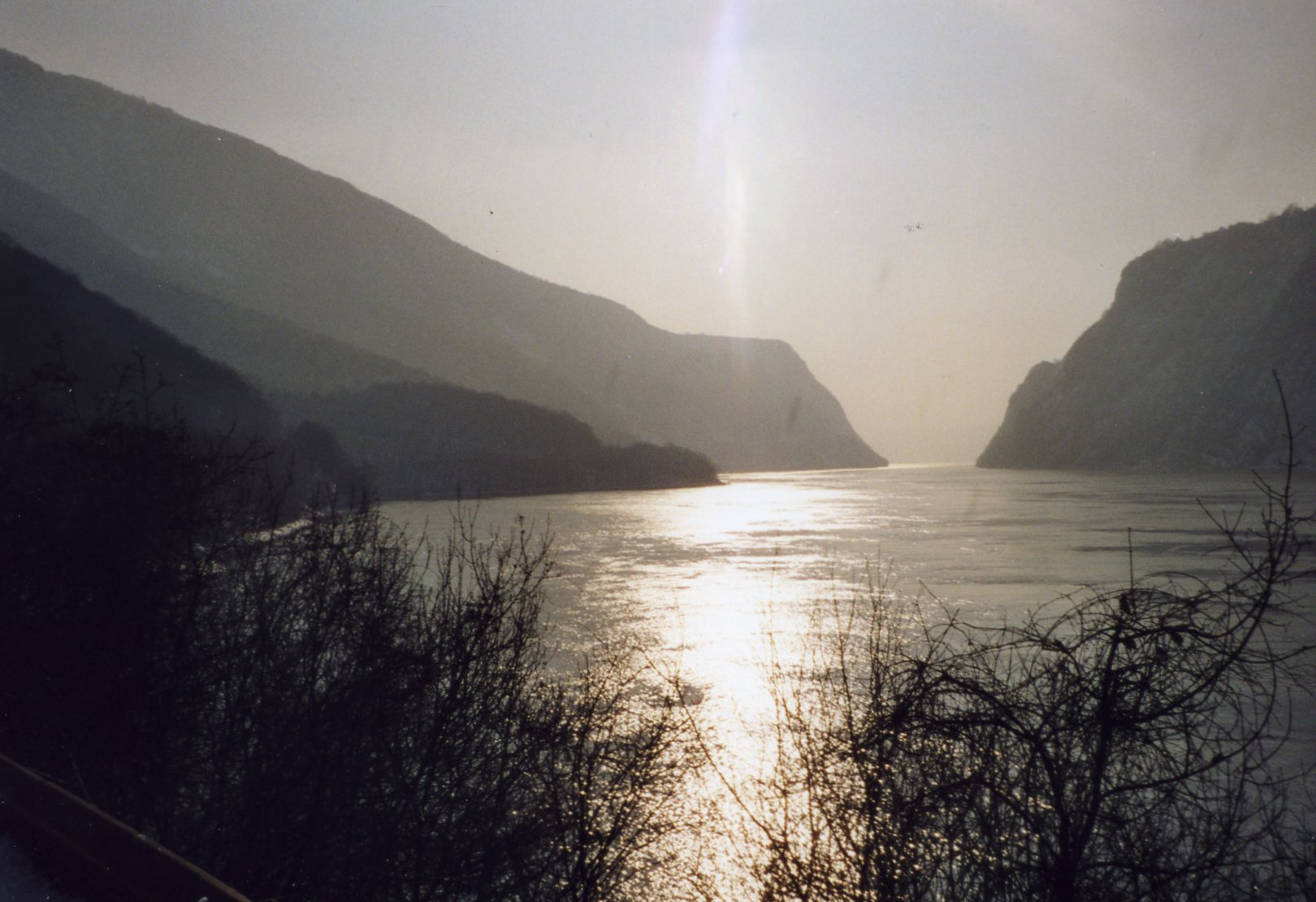
Gorge frontalière des « portes de fer », entre la Roumanie et la Serbie.

La frontière roumano-serbe est une frontière séparant la Roumanie et la Serbie.

## Caractéristiques
Elle débute au tripoint Roumanie - Serbie - Hongrie (46° 07′ 00″ N, 20° 16′ 00″ E), entre les localités de Beba Veche en Roumanie et de Rabe en Serbie qui ne sont toutefois pas reliées par une route et délimite le Banat serbe du Banat roumain dans la direction générale du Sud-Est. Après environ la moitié du parcours, c'est le Danube qui sert de frontière naturelle. Elle aboutit au tripoint Roumanie - Serbie - Bulgarie (44° 13′ 00″ N, 22° 40′ 00″ E).

### Division du Banat
Le premier passage routier et douanier se trouve plus au sud-est entre la localité de Comloșu Mare du côté roumain et la ville de Kikinda du côté serbe, plus précisément entre les localités de Lunga (Roumanie) et de Nakovo (Serbie).
Le second poste de douane se trouve au niveau de Jimbolia en Roumanie où passent d'une part la route Timișoara — Zrenjanin (la douane du côté serbe se trouvant à Srpska Crnja) et d'autre part la voie de chemin de fer entre Timișoara et Kikinda.
À une trentaine de kilomètres plus au sud, au niveau de la localité serbe de Jaša Tomič se trouve un autre passage routier qui raccorde Jaša Tomič à une autre localité serbe, Meda, en traversant une petite protubérance de la Roumanie sur six kilomètres, et qui permet le passage transfrontalier vers les localités roumaines de Foeni, Cruceni et Grăniceri par la route, ainsi que la liaison ferroviaire entre Timișoara en Roumanie et Zrenjanin en Serbie.
Le troisième poste de douane routière et ferroviaire se trouve entre Moravița en Roumanie et Vršac en Serbie sur la E70 qui traverse l'Europe du Sud d'Ouest en Est : c'est un passage important reliant Belgrade et Timișoara.
Le dernier poste de douane avant le Danube se trouve à la hauteur de Kaluderovo en Serbie et mène à Baziaș en Roumanie, dans les monts Locva (ro).

### Frontière naturelle du Danube
Le Danube peut être franchi au niveau des Portes de fer à l'ouest de Turnu-Severin en Roumanie et Kladovo en Serbie. Il s'agit d'un barrage hydraulique qui fournit de l'énergie aux deux pays.

## Historique
La frontière danubienne est très ancienne : c'était déjà celle de l'Empire romain dans l'Antiquité comme en témoigne la Table de Trajan. Après maintes vicissitudes, en 1739, quand l'Empire des Habsbourg a dû rétrocéder la Serbie à l'Empire ottoman, le fleuve est redevenu frontalier et les Habsbourg ont militarisé leur côté. En 1817 la principauté de Serbie remplace l'Empire ottoman, mais une petite île au milieu des détroits danubiens, Ada Kaleh, reste ottomane jusqu'en 1878.
La frontière terrestre à travers le Banat est plus récente : durant la Première Guerre mondiale la Serbie et la Roumanie (créée en 1859 par l'union entre la Moldavie et la Valachie) conviennent, en cas de victoire sur l'Allemagne et l'Autriche, de se partager le Banat à raison d'un tiers pour la Serbie et deux tiers pour la Roumanie (avec convention sur les minorités roumaines et serbes de part et d'autre). Cette frontière terrestre fut tracée à la fin de 1918 par la commission internationale « Lord » comprenant le géographe français Emmanuel de Martonne, et confirmée par le traité de Trianon en 1920, laissant un petit territoire à la Hongrie près de la ville de Szeged (comitat de Csongrád), deux tiers à la Roumanie (Banat roumain) et un tiers à la Yougoslavie (Banat serbe, inclus en Voïvodine).